# Фонте д'Аморе (Л'Аквила)
Фонте д'Аморе (итал. Fonte d'Amore) је насеље у Италији у округу Л'Аквила, региону Абруцо.
Према процени из 2011. у насељу је живело 162 становника. Насеље се налази на надморској висини од 374 м.